# Ofloxacin
Ofloxacin ist ein Antibiotikum aus der Gruppe der Fluorchinolone, das 1982 von Daiichi Sankyō patentiert wurde. Wegen potentiell dauerhafter, starker Nebenwirkungen (bis hin zur Fluoroquinolone-Associated Disability, FQAD) raten die EMA sowie das Bundesinstitut für Arzneimittel und Medizinprodukte dazu, Ofloxacin und andere Fluorchinolon-Antibiotika nur noch in begründeten Ausnahmefällen einzusetzen.

## Klinische Angaben

### Anwendungsgebiete (Indikationen)
Allgemeinmedizin
Ofloxacin wird bei bakteriellen Infektionen der Atemwege, des Hals-Nasen-Ohren-Bereichs, des Magen-Darm-Trakts einschließlich der Gallengänge, der Geschlechtsorgane (auch bei Gonorrhoe), der Niere und der ableitenden Harnwege, der Haut, der Weichteilgewebe und Knochen eingesetzt.
Ophthalmologie
In der Augenheilkunde wird Ofloxacin als Augensalbe oder Augentropfen bei bakteriellen Infektionen des vorderen Augensegmentes, wie der Hornhaut oder bei Hornhautgeschwüren, und der weichen okulären Anhänge (Adnexe), wie der Bindehaut (Konjunktivitis), des Lidrandes (Blepharitis, Gerstenkorn) oder bei ineinander übergehenden Infektionen (Blepharokonjunktivitis) bis hin zu Infektionen am Tränensack angewendet. Für diese Anwendungen steht es seit 2013 auf der Liste der unentbehrlichen Arzneimittel der WHO.

### Wichtige empfindliche Erreger (Auswahl)
- Aerobe grampositive Mikroorganismen
  - Staphylococcus aureus (Methicillin-sensibel); Streptococcus pyogenes;
- Aerobe gramnegative Mikroorganismen
  - Chlamydia trachomatis; Enterobacter cloacae; Haemophilus influenzae; Klebsiella aerogenes; Klebsiella oxytoca; Moraxella catarrhalis; Proteus mirabilis; Proteus vulgaris; Serratia marcescens

### Art und Dauer der Anwendung
Allgemeinmedizin
Die Behandlungsdauer mit Ofloxacin und die Dosierung richten sich nach Art, Lokalisation und Schwere der Infektion, wobei 3 bis 10 Tage Behandlungsdauer üblich sind. Bei schweren Infektionen ist eine Behandlung auch über 1–2 Monate möglich. Die ofloxacinhaltigen Tabletten werden oral mit reichlich Flüssigkeit eingenommen, wobei zu Antazida und Mineralstoffpräparaten ein zeitlicher Abstand von zwei Stunden einzuhalten ist. Als weitere Arzneiform ist eine Infusionslösung im Handel, die meist ihren Einsatz in der Klinik findet.
Ophthalmologie
Für die Behandlung am Auge sind ofloxacinhaltige Augentropfen und Augensalben verfügbar, die sowohl im Auge als auch am Lid und am Lidrand Anwendung finden.

### Gegenanzeigen (Kontraindikationen)
Der Wirkstoff darf nicht eingesetzt werden bei:
- Patienten mit Epilepsie oder erniedrigter Krampfschwelle, da es unter Therapie zur Herabsetzung der Krampfschwelle im ZNS kommt
- Kindern und Jugendlichen bis zum Alter von 18 Jahren, da Gelenkknorpelschäden nicht mit Sicherheit auszuschließen sind
- in der Schwangerschaft und der Stillzeit (Begründung siehe dort)
- Sehnenerkrankungen/-schäden, die im Zusammenhang mit einer früher erfolgten Ofloxacinbehandlung aufgetreten sind

### Wechselwirkungen mit anderen Medikamenten
Eine gravierende Wechselwirkung stellt die gleichzeitige Einnahme mit Magensäuremitteln (Antazida) oder Mineralstoffpräparaten dar, da diese den Wirkstoff komplexieren und somit die Aufnahme und Verfügbarkeit nicht mehr gewährleistet ist. Bei einer Vorbehandlung mit Cumarinderivaten kommt es zu einer Verstärkung der Blutungsneigung, was eine engmaschige Gerinnungskontrolle notwendig macht. Ähnlich verhält es sich bei der parallelen Einnahme von Glibenclamid, wodurch das Hypoglykämierisiko erhöht wird und so die Notwendigkeit zur häufigen Blutzuckermessung gegeben ist. In Zusammenhang mit der Verabreichung von Arzneimitteln, die das QT-Intervall verlängern, wie z. B. bestimmte Antiarrhythmika, Antidepressiva, Neuroleptika, Makrolide und Antimalariamittel, ist eine Therapie nur nach strenger Indikationsstellung und großer Vorsicht angezeigt.

### Anwendung während Schwangerschaft und Stillzeit
Tierversuche haben keine Hinweise auf teratogene Wirkungen ergeben, es wurde jedoch eine Schädigung des Gelenkknorpels in der Wachstumsphase nachgewiesen. Ausreichende Erfahrungen über die Anwendung beim Menschen liegen nicht vor. Ofloxacin passiert die Plazentaschranke und kann im maternalen Serum nachgewiesen werden. Es ist nicht bekannt, ob Ofloxacin in die Muttermilch übergeht. Aus diesen Gründen sollen Arzneimittel, welche Ofloxacin enthalten, schwangeren und stillenden Frauen nicht verabreicht werden.

### Besondere Patientengruppen (Diabetiker, Nierenkranke und Leberkranke)
Da Ofloxacin hauptsächlich durch die Nieren ausgeschieden wird, muss die Dosierung bei Patienten mit eingeschränkter Nierenfunktion angepasst werden. Entsprechend ist bei schweren Störungen der Nierenfunktion grundsätzlich Vorsicht geboten. Nieren- und Leberfunktion sowie die Blutwerte sollten während einer Langzeittherapie regelmäßig kontrolliert werden. Der Qo-Wert von Ofloxacin ist niedrig (Qo=0,1).
Bei Patienten mit Einschränkung der Leberfunktion kann die Biotransformation und anschließende Elimination von Ofloxacin vermindert sein, so dass die Tagesdosis entsprechend anzupassen ist. Für Diabetiker und Herz-Kreislauf-Patienten gilt es besonders auf Wechselwirkungen zu achten.

### Unerwünschte Wirkungen (Nebenwirkungen)
Neben den unerwünschten Reaktionen, wie Allergien, Schläfrigkeit, Übelkeit und Erbrechen, kann es in schweren Fällen zu epilepsieähnlichen Anfällen kommen, die dann einen Notfall darstellen. Des Weiteren sind auch kreislaufbezogene Probleme, wie Schwindel, Blutdruckabfall und Kopfschmerzen möglich. Da die Möglichkeit von UV-Licht-bedingten Reaktionen besteht, ist eine übermäßige Sonnenexposition zu vermeiden. In seltenen Fällen kann es zur Achillessehnenruptur kommen. Dies betrifft eher ältere Personen und Patienten, die Corticoide einnehmen.
Als allergische Reaktion auf den Arzneistoff sind potenziell lebensbedrohliche Hautausschläge Stevens-Johnson-Syndrom möglich. Nebenwirkungen können verzögert auftreten, nach dem Absetzen persistieren, mit der Zeit an Intensität zunehmen sowie dauerhafte Behinderungen verursachen. Im Vergleich zu anderen gängigen Antibiotika sind Fluorchinolone für die meisten dauerhaften Behinderungen verantwortlich.

## Darreichungsformen
Der Wirkstoff steht in Form von Tabletten in den Stärken 100 mg, 200 mg und 400 mg sowie als Infusionslösung zur Verfügung. Für die Therapie direkt am Auge gibt es Augentropfen und Augensalbe in der Stärke von 3 mg/ml.

## Pharmakologische Eigenschaften

### Wirkungsmechanismus (Pharmakodynamik)
Ofloxacin stört bei der Replikation der Bakterien-DNA die Topoisomerasen II & IV (Gyrasen) und macht somit eine Vermehrung unmöglich und wirkt damit bakterizid.
Ofloxacin liegt als Racemat vor, von dem das (S)-(−)-Enantiomer Levofloxacin die doppelte Wirkung der Mischung besitzt.

### Aufnahme und Verteilung im Körper (Pharmakokinetik)
Der Wirkstoff wird schnell aus dem Magen-Darm-Trakt resorbiert und liegt dann zu 25 % an Plasmaproteine gebunden vor. Die Halbwertszeit im Organismus beträgt ca. 5–7 Stunden und das scheinbare Verteilungsvolumen 120 Liter.

### Toxikologie
Bei Überdosierungen und Vergiftungen können die zu erwartenden Wechsel- und Nebenwirkungen verstärkt auftreten, so dass eine intensivmedizinische Betreuung oder Überwachung angezeigt sein kann. Ein spezielles Antidot ist nicht verfügbar. Durch die Gabe von calcium- und magnesiumhaltigen Antacida nach oraler Überdosierung von Ofloxacin kann die Resorption infolge Bildung schwerlöslicher Komplexe verzögert werden.

## Sonstige Informationen

Das Fluoreszenzspektrum einer 51 mg/l wässrigen Lösung von Ofloxacin, angeregt durch UV-Licht der Wellenlänge 275 nm.

Durchgeführte Opiattests können falsch positiv ausfallen. Außerdem ist Ofloxacin ein Fluoreszenzfarbstoff, der bei Bestrahlung mit UV-Licht blau-grün fluoresziert. Die Fluoreszenz kann mit Kupfer-Ionen gequencht werden.

## Handelsnamen
Monopräparate
Floxal Augentropfen (D, A, CH), Gyroflox (D, außer Vertrieb), Tarivid (D, A, CH), Uro-Tarivid (D), diverse Generika (D, A)